# Kích thích rụng trứng
Kích thích rụng trứng là sự kích thích rụng trứng bằng thuốc. Nó thường được dùng trong ý nghĩa của kích thích sự phát triển của nang buồng trứng  để đảo ngược sự không có khả năng rụng trứng.

## Phạm vi
Thuật ngữ kích thích rụng trứng có khả năng cũng có thể được sử dụng cho:
- Kích thích trứng trưởng thành cuối cùng, trong ý nghĩa kích hoạt giải phóng noãn bào từ các nang noãn tương đối trưởng thành trong giai đoạn nang trứng muộn. Trong mọi trường hợp, kích thích buồng trứng (theo nghĩa kích thích sự phát triển của noãn bào) thường được sử dụng cùng với việc kích hoạt giải phóng noãn bào, chẳng hạn như thời điểm thụ tinh nhân tạo thích hợp.[4]
- Tăng kích thích buồng trứng có kiểm soát (kích thích sự phát triển của nhiều nang noãn trong một chu kỳ), cũng đã xuất hiện trong phạm vi cảm ứng rụng trứng.[4] Tăng kích thích buồng trứng có kiểm soát nói chung là một phần của thụ tinh trong ống nghiệm và mục đích nói chung là phát triển nhiều nang trứng (tối ưu giữa 11 và 14 nang trứng có kích thước đường kính 2mm),[5] tiếp theo là thu hồi noãn bào xuyên màng, ủ chung, sau đó là chuyển phôi tối đa hai phôi một lần.[6]
- Ngoài ra, khi có các chứng không rụng trứng như anovulation hoặc oligovulation chỉ là thứ yếu đến bệnh khác, việc điều trị cho các bệnh tiềm ẩn có thể được coi là sự kích thích rụng trứng, bởi gián tiếp dẫn đến rụng trứng.

Tuy nhiên, bài viết này tập trung vào kích thích buồng trứng y tế, trong giai đoạn sớm đến giữa nang trứng, không có thụ tinh trong ống nghiệm sau đó, với mục đích phát triển một hoặc hai nang noãn (số lượng tối đa trước khi khuyến cáo kiêng quan hệ tình dục).

## Chỉ định
Kích thích rụng trứng giúp đảo ngược quá trình của các chứng không rụng trứng như anovulation hoặc oligoovulation, tức là giúp đỡ những phụ nữ không rụng trứng tự mình thường xuyên, như những người có hội chứng buồng trứng đa nang (PCOS).

## Rủi ro và tác dụng phụ
Siêu âm và kiểm tra hormone thường xuyên sẽ giảm thiểu rủi ro trong suốt quá trình. Tuy nhiên, vẫn còn một số rủi ro với thủ tục.
Hội chứng quá kích buồng trứng (OHSS) xảy ra ở 5-10% trường hợp. Các triệu chứng phụ thuộc vào trường hợp nhẹ, trung bình hay nặng và có thể từ đầy hơi và buồn nôn, đến khó thở, tràn dịch màng phổi và tăng cân quá mức (hơn 2 pound mỗi ngày).

### Mang đa thai
Cũng có nguy cơ nhiều hơn một quả trứng được tạo ra, dẫn đến sinh đôi hoặc sinh ba. Phụ nữ mắc hội chứng buồng trứng đa nang có thể đặc biệt có nguy cơ. Mang thai nhiều lần xảy ra trong khoảng 15-20% các trường hợp sau chu kỳ gây ra bởi các tuyến sinh dục như hMG và FSH gây ra rụng trứng. Rủi ro liên quan đến đa thai cao hơn nhiều so với mang thai đơn; tỷ lệ tử vong chu sinh cao gấp 7 lần ở trẻ sinh ba và cao gấp 5 lần so với sinh đôi so với các rủi ro liên quan đến mang thai đơn. Do đó, điều quan trọng là thích nghi hóa việc điều trị cho từng bệnh nhân.